# Euacanthellinae
Euacanthellinae  (лат.) — подсемейство прыгающих насекомых из семейства цикадок (Cicadellidae). Австралия, Мадагаскар, Новая Зеландия, Новая Каледония. Крупного размера цикадки коричневого цвета. Голова с выступом. Макросетальная формула задних бёдер равна 2+1. Обладают сходством с Aphrodinae и Drakensburgeninae.
Выделяют 4 рода и около 10 видов.
- Euacanthella Evans, 1939[3]
  - Euacanthella bicolor
  - Euacanthella impressa
  - Euacanthella palustris
- Myerslopella Evans, 1977 — Австралия[4]
  - Myerslopella cardiata
  - Myerslopella coronata
  - Myerslopella miserabilis
  - Myerslopella monteithi
  - Myerslopella spinata
  - Myerslopella taylori
- Paulianiana Evans, 1953 — Мадагаскар[5]
  - Paulianiana dracula Evans, 1953
- Sagmation Hamilton, 1999 — 3 вида, Австралия, Новая Каледония[2]
  - Sagmation horridum Hamilton, 1999